# 89-й армійський корпус (Третій Рейх)
LXXXIX-й (89-й) армі́йський ко́рпус (нім. LXXXIX. Armeekorps) — армійський корпус Вермахту за часів Другої світової війни.

## Історія
LXXXIX-й армійський корпус був сформований 31 липня 1942, як Командування «Y» (нім. Generalkommando "Y"), яке 9 серпня 1942 було перейменоване на корпус «Шельда» (нім. Korps Schelde). 25 жовтня 1942 корпус отримав назву 89-й армійський корпус.

## Райони бойових дій
- Бельгія та Саарланд (липень 1942 — січень 1945);
- Німеччина (січень — травень 1945).

## Командування

### Командири
- генерал-лейтенант, з 1 жовтня 1942 генерал танкових військ, доктор Альфред фон Губіцкі (нім. Alfred von Hubicki) (31 липня — 17 грудня 1942);
- генерал-лейтенант Гуго Гефль (нім. Hugo Höfl) (17 грудня 1942 — 30 квітня 1943);
- генерал танкових військ, доктор Альфред фон Губіцкі (30 квітня — 11 червня 1943);
- генерал-лейтенант, з 1 липня 1943 генерал від інфантерії барон Вернер фон Гільза (нім. Werner Freiherr von und zu Gilsa) (11 червня 1943 — 12 січня 1944);
- генерал-лейтенант Фрідріх-Вільгельм Нойманн (нім. Friedrich-Wilhelm Neumann) (12 — 29 січня 1944);
- генерал від інфантерії барон Вернер фон Гільза (29 січня — 23 листопада 1944);
- генерал від інфантерії Густав Гене (нім. Gustav Höhne) (1 грудня 1944 — 8 травня 1945).

## Бойовий склад 89-го армійського корпусу
Формування управління, забезпечення та підтримки
- 189-те артилерійське командування (Arko 189), з листопада 1944 — Arko 489
- 489-й корпусний батальйон зв'язку (Korps Nachrichten-Abteilung 489);
- LXXXIX-й кадровий фортечний загін (Festungs-Stammtruppen LXXXIX).

- 39-та піхотна дивізія (39. Infanterie-Division);
- 65-та піхотна дивізія (65. Infanterie-Division);
- 712-та піхотна дивізія (712. Infanterie-Division).

- 39-та піхотна дивізія;
- 712-та піхотна дивізія.

- 39-та піхотна дивізія;
- 65-та піхотна дивізія;
- 712-та піхотна дивізія.

- 65-та піхотна дивізія;
- 712-та піхотна дивізія.

- 39-та піхотна дивізія;
- 65-та піхотна дивізія;
- 712-та піхотна дивізія.

- 65-та піхотна дивізія;
- 712-та піхотна дивізія.

- 65-та піхотна дивізія;
- 712-та піхотна дивізія;
- 171-ша резервна дивізія (171. Reserve-Division).

- 19-та авіапольова дивізія (19. Luftwaffen-Feld-Division);
- 712-та піхотна дивізія;
- 171-ша резервна дивізія.

- 264-та піхотна дивізія (264. Infanterie-Division);
- 712-та піхотна дивізія;
- 171-ша резервна дивізія.

- 19-та авіапольова дивізія;
- 712-та піхотна дивізія;
- 171-ша резервна дивізія.

- 19-та авіапольова дивізія;
- 272-га піхотна дивізія (272. Infanterie-Division);
- 712-та піхотна дивізія;
- 171-ша резервна дивізія.

- 19-та авіапольова дивізія;
- 48-ма піхотна дивізія (48. Infanterie-Division);
- 712-та піхотна дивізія;
- 165-та резервна дивізія (165. Reserve-Division).

- 48-ма піхотна дивізія;
- 712-та піхотна дивізія;
- 165-та резервна дивізія.

- 70-та піхотна дивізія (70. Infanterie-Division);
- 712-та піхотна дивізія.

- 59-та піхотна дивізія (59. Infanterie-Division);
- 64-та піхотна дивізія (64. Infanterie-Division);
- 70-та піхотна дивізія;
- 712-та піхотна дивізія;
- 182-га резервна дивізія (182. Reserve-Division).

- 64-та піхотна дивізія;
- 145-та дивізія (Division 145).

- 344-та піхотна дивізія (344. Infanterie-Division);
- 712-та піхотна дивізія.

- 361-ша фольксгренадерська дивізія (361. Volks-Grenadier-Division);
- 553-тя фольксгренадерська дивізія (553. Volks-Grenadier-Division).

- 245-та піхотна дивізія (245. Infanterie-Division);
- 256-та фольксгренадерська дивізія (256. Volks-Grenadier-Division);
- 553-тя фольксгренадерська дивізія.

- 245-та піхотна дивізія;
- 256-та фольксгренадерська дивізія;
- 361-ша фольксгренадерська дивізія.

- 21-ша танкова дивізія (21. Panzer-Division);
- 25-та панцергренадерська дивізія (25. Panzer-Grenadier-Division);
- 245-та піхотна дивізія;
- 47-ма фольксгренадерська дивізія (47. Volks-Grenadier-Division);
- Дивізія «Расслер» (Division Rässler).

- 245-та піхотна дивізія;
- 47-ма фольксгренадерська дивізія;
- 257-ма фольксгренадерська дивізія (257. Volks-Grenadier-Division);
- 905-та дивізія (Division Nr. 905).

- 257-ма фольксгренадерська дивізія;
- 905-та дивізія.